# Johnson Controls
Johnson Controls International er en amerikansk-irsk multinational virksomhed, som producerer brand-, HVAC- og sikkerhedsudstyr til bygninger. I 2019 havde de 105.000 ansatte på 2.000 lokationer på seks kontinenter.
25. januar 2016 fusionerede Johnson Controls med Tyco International.
I 1883 fik Warren S. Johnson professor ved Whitewater Normal School i Whitewater, Wisconsin et patent for den første elektriske termostat.